# Liste des monuments historiques protégés en 2009
Cet article recense les monuments historiques français classés ou inscrits en 2009.

## Protections
| Édifice                                                                             | Commune                       | Département          | Région                     | Protection | Base Mérimée                         | Coordonnées                         | Image |
| ----------------------------------------------------------------------------------- | ----------------------------- | -------------------- | -------------------------- | ---------- | ------------------------------------ | ----------------------------------- | ----- |
| Hôtel de Loras                                                                      | Bourg-en-Bresse               | Ain                  | Auvergne-Rhône-Alpes       | inscrit    | « PA00116325 », notice no PA00116325 | 46° 12′ 20″ nord, 5° 13′ 21″ est    |       |
| Gare de Culoz                                                                       | Culoz                         | Ain                  | Auvergne-Rhône-Alpes       | inscrit    | « PA01000031 », notice no PA01000031 | 45° 50′ 36″ nord, 5° 46′ 43″ est    |       |
| Château de Joyeux                                                                   | Joyeux                        | Ain                  | Auvergne-Rhône-Alpes       | classé     | « PA01000022 », notice no PA01000022 | 45° 57′ 58″ nord, 5° 05′ 56″ est    |       |
| Abbaye de Vauclair                                                                  | Bouconville-Vauclair          | Aisne                | Hauts-de-France            | classé     | « PA00115546 », notice no PA00115546 | 49° 27′ 09″ nord, 3° 44′ 46″ est    |       |
| Vendangeoirs Hédouville et Cuzey                                                    | Bourguignon-sous-Montbavin    | Aisne                | Hauts-de-France            | inscrit    | « PA02000001 », notice no PA02000001 | 49° 31′ 43″ nord, 3° 32′ 26″ est    |       |
| Ancienne ferme de l'abbaye de Bucilly                                               | Bucilly                       | Aisne                | Hauts-de-France            | inscrit    | « PA02000080 », notice no PA02000080 | 49° 52′ 16″ nord, 4° 06′ 14″ est    |       |
| Maison des Frères Ignorantins                                                       | Marle                         | Aisne                | Hauts-de-France            | inscrit    | « PA02000079 », notice no PA02000079 | 49° 44′ 25″ nord, 3° 46′ 09″ est    |       |
| Hôpital des Charitains                                                              | Ébreuil                       | Allier               | Auvergne-Rhône-Alpes       | inscrit    | « PA03000037 », notice no PA03000037 | 46° 06′ 52″ nord, 3° 05′ 17″ est    |       |
| Viaduc de la Bouble                                                                 | Échassières                   | Allier               | Auvergne-Rhône-Alpes       | inscrit    | « PA03000036 », notice no PA03000036 | 46° 13′ 27″ nord, 2° 56′ 49″ est    |       |
| Château du Cluzeau                                                                  | Estivareilles                 | Allier               | Auvergne-Rhône-Alpes       | inscrit    | « PA03000039 », notice no PA03000039 | 46° 25′ 49″ nord, 2° 37′ 39″ est    |       |
| Viaduc du Bellon                                                                    | Louroux-de-Bouble             | Allier               | Auvergne-Rhône-Alpes       | inscrit    | « PA03000040 », notice no PA03000040 | 46° 13′ 18″ nord, 3° 00′ 03″ est    |       |
| Hôtel Héron                                                                         | Moulins                       | Allier               | Auvergne-Rhône-Alpes       | inscrit    | « PA00093204 », notice no PA00093204 | 46° 34′ 13″ nord, 3° 19′ 46″ est    |       |
| Château des Millets                                                                 | Saint-Didier-en-Donjon        | Allier               | Auvergne-Rhône-Alpes       | inscrit    | « PA03000042 », notice no PA03000042 | 46° 23′ 43″ nord, 3° 53′ 26″ est    |       |
| Monument à Léon Chiris                                                              | Grasse                        | Alpes-Maritimes      | Provence-Alpes-Côte d'Azur | inscrit    | « PA06000032 », notice no PA06000032 | 43° 39′ 27″ nord, 6° 55′ 24″ est    |       |
| Monument au Maréchal Masséna                                                        | Nice                          | Alpes-Maritimes      | Provence-Alpes-Côte d'Azur | inscrit    | « PA06000034 », notice no PA06000034 | 43° 41′ 53″ nord, 7° 16′ 25″ est    |       |
| Monument à Garibaldi                                                                | Nice                          | Alpes-Maritimes      | Provence-Alpes-Côte d'Azur | inscrit    | « PA06000033 », notice no PA06000033 | 43° 42′ 03″ nord, 7° 16′ 49″ est    |       |
| Monument du Centenaire                                                              | Nice                          | Alpes-Maritimes      | Provence-Alpes-Côte d'Azur | inscrit    | « PA06000035 », notice no PA06000035 | 43° 41′ 43″ nord, 7° 16′ 04″ est    |       |
| Ancien couvent des Trinitaires                                                      | Saint-Étienne-de-Tinée        | Alpes-Maritimes      | Provence-Alpes-Côte d'Azur | classé     | « PA00080835 », notice no PA00080835 | 44° 15′ 27″ nord, 6° 55′ 20″ est    |       |
| Maison La Vanaude                                                                   | Annonay                       | Ardèche              | Auvergne-Rhône-Alpes       | inscrit    | « PA07000015 », notice no PA07000015 | 45° 14′ 46″ nord, 4° 40′ 27″ est    |       |
| Château de Beaumefort                                                               | Saint-Alban-Auriolles         | Ardèche              | Auvergne-Rhône-Alpes       | inscrit    | « PA07000016 », notice no PA07000016 | 44° 25′ 32″ nord, 4° 17′ 40″ est    |       |
| Couvent des Carmélites de Pamiers                                                   | Pamiers                       | Ariège               | Occitanie                  | inscrit    | « PA09000023 », notice no PA09000023 | 43° 06′ 49″ nord, 1° 36′ 36″ est    |       |
| Église Saint-Martin                                                                 | Isle-Aubigny                  | Aube                 | Grand Est                  | inscrit    | « PA10000025 », notice no PA10000025 | 48° 31′ 27″ nord, 4° 16′ 02″ est    |       |
| Centre national de vol à voile de la Montagne Noire                                 | Labécède-Lauragais            | Aude                 | Occitanie                  | inscrit    | « PA11000040 », notice no PA11000040 | 43° 24′ 41″ nord, 1° 59′ 43″ est    |       |
| Immeuble                                                                            | Narbonne                      | Aude                 | Occitanie                  | inscrit    | « PA00102812 », notice no PA00102812 | 43° 11′ 01″ nord, 3° 00′ 02″ est    |       |
| Château                                                                             | Frœschwiller                  | Bas-Rhin             | Grand Est                  | classé     | « PA67000074 », notice no PA67000074 | 48° 56′ 33″ nord, 7° 43′ 16″ est    |       |
| Usine List                                                                          | Rhinau                        | Bas-Rhin             | Grand Est                  | inscrit    | « PA67000084 », notice no PA67000084 | 48° 19′ 29″ nord, 7° 41′ 56″ est    |       |
| Couvent des Dominicaines de Sylo                                                    | Sélestat                      | Bas-Rhin             | Grand Est                  | inscrit    | « PA67000081 », notice no PA67000081 | 48° 15′ 28″ nord, 7° 27′ 21″ est    |       |
| Palais du Rhin (ancien Palais impérial allemand ou Kaiserpalatz)                    | Strasbourg                    | Bas-Rhin             | Grand Est                  | classé     | « PA00085183 », notice no PA00085183 | 48° 35′ 15″ nord, 7° 45′ 09″ est    |       |
| Immeuble                                                                            | Strasbourg                    | Bas-Rhin             | Grand Est                  | inscrit    | « PA67000082 », notice no PA67000082 | 48° 35′ 18″ nord, 7° 45′ 57″ est    |       |
| Immeuble                                                                            | Strasbourg                    | Bas-Rhin             | Grand Est                  | inscrit    | « PA67000085 », notice no PA67000085 | 48° 34′ 58″ nord, 7° 44′ 31″ est    |       |
| Fortifications allemandes Kriegstor                                                 | Strasbourg                    | Bas-Rhin             | Grand Est                  | inscrit    | « PA67000083 », notice no PA67000083 | 48° 35′ 15″ nord, 7° 43′ 51″ est    |       |
| Monument en hommage à Frédéric Mistral                                              | Arles                         | Bouches-du-Rhône     | Provence-Alpes-Côte d'Azur | inscrit    | « PA13000054 », notice no PA13000054 | 43° 40′ 39″ nord, 4° 37′ 37″ est    |       |
| Monument au bailli de Suffren                                                       | Istres                        | Bouches-du-Rhône     | Provence-Alpes-Côte d'Azur | inscrit    | « PA13000055 », notice no PA13000055 | 43° 29′ 49″ nord, 4° 59′ 55″ est    |       |
| Monument aux héros et victimes de la mer                                            | Marseille                     | Bouches-du-Rhône     | Provence-Alpes-Côte d'Azur | inscrit    | « PA13000058 », notice no PA13000058 | 43° 17′ 41″ nord, 5° 21′ 30″ est    |       |
| Îlot urbain grec du collège du Vieux-Port                                           | Marseille                     | Bouches-du-Rhône     | Provence-Alpes-Côte d'Azur | classé     | « PA13000050 », notice no PA13000050 | 43° 17′ 47″ nord, 5° 21′ 55″ est    |       |
| Monument au roi Alexandre Ier de Yougoslavie et à Louis Barthou                     | Marseille                     | Bouches-du-Rhône     | Provence-Alpes-Côte d'Azur | inscrit    | « PA13000056 », notice no PA13000056 | 43° 17′ 26″ nord, 5° 22′ 51″ est    |       |
| Villa Baumier                                                                       | Caen                          | Calvados             | Normandie                  | inscrit    | « PA14000082 », notice no PA14000082 | 49° 11′ 08″ nord, 0° 22′ 07″ ouest  |       |
| Maison                                                                              | Fleury-sur-Orne               | Calvados             | Normandie                  | inscrit    | « PA14000083 », notice no PA14000083 | 49° 08′ 27″ nord, 0° 23′ 24″ ouest  |       |
| Villa Suzanne                                                                       | Aurillac                      | Cantal               | Auvergne-Rhône-Alpes       | inscrit    | « PA15000043 », notice no PA15000043 | 44° 55′ 42″ nord, 2° 26′ 29″ est    |       |
| Église Saint-Étienne de Bouëx                                                       | Bouëx                         | Charente             | Nouvelle-Aquitaine         | inscrit    | « PA16000040 », notice no PA16000040 | 45° 36′ 53″ nord, 0° 19′ 04″ est    |       |
| Château de Bouëx                                                                    | Bouëx                         | Charente             | Nouvelle-Aquitaine         | inscrit    | « PA16000041 », notice no PA16000041 | 45° 36′ 53″ nord, 0° 19′ 03″ est    |       |
| Église Saint-Étienne de Courgeac                                                    | Courgeac                      | Charente             | Nouvelle-Aquitaine         | inscrit    | « PA00104346 », notice no PA00104346 | 45° 23′ 40″ nord, 0° 05′ 07″ est    |       |
| Moulin de la Courade                                                                | La Couronne                   | Charente             | Nouvelle-Aquitaine         | inscrit    | « PA16000042 », notice no PA16000042 | 45° 35′ 24″ nord, 0° 05′ 30″ est    |       |
| Église Saint-Jean-Baptiste de Ronsenac                                              | Ronsenac                      | Charente             | Nouvelle-Aquitaine         | inscrit    | « PA16000043 », notice no PA16000043 | 45° 28′ 35″ nord, 0° 14′ 55″ est    |       |
| Château de Chambes                                                                  | Roumazières-Loubert           | Charente             | Nouvelle-Aquitaine         | inscrit    | « PA16000044 », notice no PA16000044 | 45° 54′ 34″ nord, 0° 34′ 50″ est    |       |
| Couvent des Cordeliers de Verteuil-sur-Charente                                     | Verteuil-sur-Charente         | Charente             | Nouvelle-Aquitaine         | inscrit    | « PA00104535 », notice no PA00104535 | 45° 58′ 52″ nord, 0° 13′ 57″ est    |       |
| Hôtel de ville de Beauvais-sur-Matha                                                | Beauvais-sur-Matha            | Charente-Maritime    | Nouvelle-Aquitaine         | inscrit    | « PA17000081 », notice no PA17000081 | 45° 52′ 55″ nord, 0° 11′ 21″ ouest  |       |
| Hôtel Monconseil                                                                    | Saintes                       | Charente-Maritime    | Nouvelle-Aquitaine         | inscrit    | « PA00105254 », notice no PA00105254 | 45° 44′ 35″ nord, 0° 38′ 02″ ouest  |       |
| Église Saint-Pierre de Soubise                                                      | Soubise                       | Charente-Maritime    | Nouvelle-Aquitaine         | inscrit    | « PA17000082 », notice no PA17000082 | 45° 55′ 36″ nord, 1° 00′ 28″ ouest  |       |
| Pont-canal de La Croix                                                              | Ainay-le-Vieil                | Cher                 | Centre-Val de Loire        | inscrit    | « PA18000048 », notice no PA18000048 | 46° 40′ 49″ nord, 2° 33′ 11″ est    |       |
| Chapelle Notre-Dame de Sérigny                                                      | Civray                        | Cher                 | Centre-Val de Loire        | inscrit    | « PA18000050 », notice no PA18000050 | 46° 57′ 09″ nord, 2° 12′ 15″ est    |       |
| Château de Pesselières                                                              | Jalognes                      | Cher                 | Centre-Val de Loire        | inscrit    | « PA18000045 », notice no PA18000045 | 47° 12′ 58″ nord, 2° 46′ 42″ est    |       |
| Maison forte de Mornay                                                              | Mornay-Berry                  | Cher                 | Centre-Val de Loire        | inscrit    | « PA18000046 », notice no PA18000046 | 47° 02′ 57″ nord, 2° 52′ 52″ est    |       |
| Château de Poisieux                                                                 | Saint-Georges-de-Poisieux     | Cher                 | Centre-Val de Loire        | inscrit    | « PA18000051 », notice no PA18000051 | 46° 40′ 26″ nord, 2° 29′ 51″ est    |       |
| Maison Clément                                                                      | Sancerre                      | Cher                 | Centre-Val de Loire        | inscrit    | « PA18000047 », notice no PA18000047 | 47° 19′ 47″ nord, 2° 50′ 21″ est    |       |
| Église Saint-Pardoux de Gimel-les-Cascades                                          | Gimel-les-Cascades            | Corrèze              | Nouvelle-Aquitaine         | inscrit    | « PA19000019 », notice no PA19000019 | 45° 17′ 56″ nord, 1° 51′ 05″ est    |       |
| Chapelle San'Petru di Panicala                                                      | Forciolo                      | Corse-du-Sud         | Corse                      | inscrit    | « PA2A000006 », notice no PA2A000006 | 41° 51′ 17″ nord, 8° 59′ 45″ est    |       |
| Saint-Jean-d'Ortolo                                                                 | Sartène                       | Corse-du-Sud         | Corse                      | inscrit    | « PA2A000005 », notice no PA2A000005 | 41° 34′ 43″ nord, 9° 01′ 36″ est    |       |
| Grange d'Esmorots                                                                   | Fontaines-en-Duesmois         | Côte-d'Or            | Bourgogne-Franche-Comté    | inscrit    | « PA21000052 », notice no PA21000052 | 47° 38′ 41″ nord, 4° 31′ 02″ est    |       |
| Hôtel de ville                                                                      | Saint-Jean-de-Losne           | Côte-d'Or            | Bourgogne-Franche-Comté    | classé     | « PA21000050 », notice no PA21000050 | 47° 06′ 08″ nord, 5° 15′ 46″ est    |       |
| Croix de rogations                                                                  | Salives                       | Côte-d'Or            | Bourgogne-Franche-Comté    | inscrit    | « PA21000051 », notice no PA21000051 | 47° 37′ 00″ nord, 4° 55′ 02″ est    |       |
| Villa Le Caruhel                                                                    | Étables-sur-Mer               | Côtes-d'Armor        | Bretagne                   | inscrit    | « PA00089146 », notice no PA00089146 | 48° 38′ 26″ nord, 2° 49′ 37″ ouest  |       |
| Manoir de la Noë Verte                                                              | Lanloup                       | Côtes-d'Armor        | Bretagne                   | inscrit    | « PA00089255 », notice no PA00089255 | 48° 42′ 24″ nord, 2° 58′ 44″ ouest  |       |
| Château de Vauchaussade                                                             | Le Compas                     | Creuse               | Nouvelle-Aquitaine         | inscrit    | « PA23000019 », notice no PA23000019 | 46° 00′ 23″ nord, 2° 25′ 16″ est    |       |
| Ferme du Boisqueyreau                                                               | Mautes                        | Creuse               | Nouvelle-Aquitaine         | inscrit    | « PA23000020 », notice no PA23000020 | 45° 55′ 57″ nord, 2° 24′ 52″ est    |       |
| Logis du Puy-Blain                                                                  | Bressuire                     | Deux-Sèvres          | Nouvelle-Aquitaine         | inscrit    | « PA79000037 », notice no PA79000037 | 46° 29′ 32″ nord, 0° 18′ 44″ ouest  |       |
| Château de Sauvebœuf                                                                | Aubas                         | Dordogne             | Nouvelle-Aquitaine         | inscrit    | « PA00082324 », notice no PA00082324 | 45° 05′ 42″ nord, 1° 11′ 57″ est    |       |
| Château de Luzier                                                                   | Beaumont-du-Périgord          | Dordogne             | Nouvelle-Aquitaine         | inscrit    | « PA00082341 », notice no PA00082341 | 44° 46′ 21″ nord, 0° 45′ 02″ est    |       |
| Château des Milandes                                                                | Castelnaud-la-Chapelle        | Dordogne             | Nouvelle-Aquitaine         | inscrit    | « PA00082449 », notice no PA00082449 | 44° 49′ 25″ nord, 1° 06′ 49″ est    |       |
| Château de Laxion                                                                   | Corgnac-sur-l'Isle            | Dordogne             | Nouvelle-Aquitaine         | inscrit    | « PA00082499 », notice no PA00082499 | 45° 22′ 48″ nord, 0° 55′ 48″ est    |       |
| Pigeonnier de la Garenne                                                            | Eymet                         | Dordogne             | Nouvelle-Aquitaine         | inscrit    | « PA00082531 », notice no PA00082531 | 44° 41′ 01″ nord, 0° 21′ 34″ est    |       |
| Grotte préhistorique de la Grèze                                                    | Marquay                       | Dordogne             | Nouvelle-Aquitaine         | inscrit    | « PA24000072 », notice no PA24000072 | 44° 56′ 47″ nord, 1° 05′ 20″ est    |       |
| Manoir de l'Aubespin                                                                | Monsaguel                     | Dordogne             | Nouvelle-Aquitaine         | inscrit    | « PA24000073 », notice no PA24000073 | 44° 44′ 09″ nord, 0° 33′ 43″ est    |       |
| Château de Montaigne                                                                | Saint-Michel-de-Montaigne     | Dordogne             | Nouvelle-Aquitaine         | inscrit    | « PA00082876 », notice no PA00082876 | 44° 52′ 41″ nord, 0° 01′ 48″ est    |       |
| Château de Chanet                                                                   | Mareuil en Périgord           | Dordogne             | Nouvelle-Aquitaine         | inscrit    | « PA24000071 », notice no PA24000071 | 45° 25′ 28″ nord, 0° 30′ 36″ est    |       |
| Église de l'Assomption d'Anteuil                                                    | Anteuil                       | Doubs                | Bourgogne-Franche-Comté    | classé     | « PA25000052 », notice no PA25000052 | 47° 23′ 11″ nord, 6° 33′ 34″ est    |       |
| Hôtel Alvizet                                                                       | Besançon                      | Doubs                | Bourgogne-Franche-Comté    | classé     | « PA00101482 », notice no PA00101482 | 47° 14′ 06″ nord, 6° 01′ 49″ est    |       |
| Grotte-chapelle de Remonot                                                          | Les Combes                    | Doubs                | Bourgogne-Franche-Comté    | inscrit    | « PA25000066 », notice no PA25000066 | 47° 02′ 08″ nord, 6° 30′ 44″ est    |       |
| Château de Montby                                                                   | Gondenans-Montby              | Doubs                | Bourgogne-Franche-Comté    | inscrit    | « PA25000067 », notice no PA25000067 | 47° 26′ 19″ nord, 6° 26′ 37″ est    |       |
| Église Saint-Maurice de Gonsans                                                     | Gonsans                       | Doubs                | Bourgogne-Franche-Comté    | inscrit    | « PA25000068 », notice no PA25000068 | 47° 13′ 47″ nord, 6° 18′ 08″ est    |       |
| Pavillon de jardin, dit loge                                                        | Montbéliard                   | Doubs                | Bourgogne-Franche-Comté    | inscrit    | « PA25000061 », notice no PA25000061 | 47° 30′ 29″ nord, 6° 47′ 40″ est    |       |
| Église de la Nativité-de-Notre-Dame de Montfaucon                                   | Montfaucon                    | Doubs                | Bourgogne-Franche-Comté    | inscrit    | « PA25000063 », notice no PA25000063 | 47° 14′ 06″ nord, 6° 04′ 49″ est    |       |
| Église de l'Assomption de Mouthe                                                    | Mouthe                        | Doubs                | Bourgogne-Franche-Comté    | inscrit    | « PA25000064 », notice no PA25000064 | 46° 42′ 38″ nord, 6° 11′ 40″ est    |       |
| Ferme                                                                               | Thoraise                      | Doubs                | Bourgogne-Franche-Comté    | inscrit    | « PA25000062 », notice no PA25000062 | 47° 10′ 22″ nord, 5° 54′ 10″ est    |       |
| Église Saint-Pierre-ès-Liens de Colonzelle                                          | Colonzelle                    | Drôme                | Auvergne-Rhône-Alpes       | classé     | « PA00116919 », notice no PA00116919 | 45° 08′ 47″ nord, 5° 01′ 15″ est    |       |
| Observatoire de Juvisy-sur-Orge                                                     | Juvisy-sur-Orge               | Essonne              | Île-de-France              | classé     | « PA91000001 », notice no PA91000001 | 48° 41′ 34″ nord, 2° 22′ 16″ est    |       |
| Domaine de Segrez                                                                   | Saint-Sulpice-de-Favières     | Essonne              | Île-de-France              | inscrit    | « PA91000010 », notice no PA91000010 | 48° 32′ 47″ nord, 2° 10′ 38″ est    |       |
| Église Saint-Georges d'Aubevoye                                                     | Aubevoye                      | Eure                 | Normandie                  | inscrit    | « PA00099313 », notice no PA00099313 | 49° 10′ 11″ nord, 1° 19′ 41″ est    |       |
| Église Saint-Gervais - Saint-Protais d'Étrépagny                                    | Étrépagny                     | Eure                 | Normandie                  | inscrit    | « PA27000078 », notice no PA27000078 | 49° 18′ 19″ nord, 1° 36′ 44″ est    |       |
| Église Sainte-Radegonde de Giverny                                                  | Giverny                       | Eure                 | Normandie                  | inscrit    | « PA00099434 », notice no PA00099434 | 49° 04′ 39″ nord, 1° 31′ 25″ est    |       |
| Église Saint-Hilaire de Muids                                                       | Muids                         | Eure                 | Normandie                  | inscrit    | « PA27000076 », notice no PA27000076 | 49° 13′ 15″ nord, 1° 17′ 21″ est    |       |
| Église Saint-Denis de Saint-Denis-d'Augerons                                        | Saint-Denis-d'Augerons        | Eure                 | Normandie                  | inscrit    | « PA27000077 », notice no PA27000077 | 48° 55′ 26″ nord, 0° 28′ 11″ est    |       |
| Maison du Perron                                                                    | Chartres                      | Eure-et-Loir         | Centre-Val de Loire        | classé     | « PA00097004 », notice no PA00097004 | 48° 26′ 46″ nord, 1° 29′ 21″ est    |       |
| Hôtel-Dieu                                                                          | Chartres                      | Eure-et-Loir         | Centre-Val de Loire        | inscrit    | « PA28000034 », notice no PA28000034 | 48° 26′ 28″ nord, 1° 28′ 52″ est    |       |
| Château d'Arnouville (Gommerville)                                                  | Gommerville                   | Eure-et-Loir         | Centre-Val de Loire        | inscrit    | « PA28000035 », notice no PA28000035 | 48° 19′ 21″ nord, 1° 56′ 57″ est    |       |
| Château de Guainville                                                               | Guainville                    | Eure-et-Loir         | Centre-Val de Loire        | inscrit    | « PA28000036 », notice no PA28000036 | 48° 54′ 27″ nord, 1° 28′ 43″ est    |       |
| Manoir du Ster                                                                      | Cléden-Poher                  | Finistère            | Bretagne                   | inscrit    | « PA29000068 », notice no PA29000068 | 48° 13′ 10″ nord, 3° 39′ 33″ ouest  |       |
| Château de Troërin                                                                  | Plouvorn                      | Finistère            | Bretagne                   | inscrit    | « PA29000069 », notice no PA29000069 | 48° 34′ 26″ nord, 4° 02′ 19″ ouest  |       |
| Château de Trévarez                                                                 | Saint-Goazec                  | Finistère            | Bretagne                   | inscrit    | « PA00090415 », notice no PA00090415 | 48° 09′ 10″ nord, 3° 48′ 24″ ouest  |       |
| Chapelle Sainte-Eugénie                                                             | Nîmes                         | Gard                 | Occitanie                  | inscrit    | « PA30000077 », notice no PA30000077 | 43° 50′ 17″ nord, 4° 21′ 33″ est    |       |
| Hôpital de Rivières                                                                 | Rivières                      | Gard                 | Occitanie                  | inscrit    | « PA30000076 », notice no PA30000076 | 44° 13′ 35″ nord, 4° 16′ 36″ est    |       |
| Château d'Espeyran                                                                  | Saint-Gilles                  | Gard                 | Occitanie                  | inscrit    | « PA00103207 », notice no PA00103207 | 43° 38′ 38″ nord, 4° 24′ 13″ est    |       |
| Château de Vissec                                                                   | Vissec                        | Gard                 | Occitanie                  | inscrit    | « PA30000075 », notice no PA30000075 | 43° 53′ 58″ nord, 3° 27′ 33″ est    |       |
| Ancien domaine de Lachaise                                                          | Bègles                        | Gironde              | Nouvelle-Aquitaine         | inscrit    | « PA33000126 », notice no PA33000126 | 44° 48′ 54″ nord, 0° 32′ 11″ ouest  |       |
| Citadelle de Blaye                                                                  | Blaye                         | Gironde              | Nouvelle-Aquitaine         | classé     | « PA00083152 », notice no PA00083152 | 45° 07′ 44″ nord, 0° 39′ 59″ ouest  |       |
| Chartreuse le Caoulet                                                               | Bordeaux                      | Gironde              | Nouvelle-Aquitaine         | inscrit    | « PA33000127 », notice no PA33000127 | 44° 49′ 24″ nord, 0° 35′ 44″ ouest  |       |
| Hôtel de la Faïencerie                                                              | Bordeaux                      | Gironde              | Nouvelle-Aquitaine         | inscrit    | « PA33000109 », notice no PA33000109 | 44° 50′ 46″ nord, 0° 34′ 40″ ouest  |       |
| Castel d'Andorte                                                                    | Bouscat (Le)                  | Gironde              | Nouvelle-Aquitaine         | inscrit    | « PA00083488 », notice no PA00083488 | 44° 51′ 57″ nord, 0° 36′ 38″ ouest  |       |
| Maison du domaine de Bonsol                                                         | Esseintes (Les)               | Gironde              | Nouvelle-Aquitaine         | inscrit    | « PA33000112 », notice no PA33000112 | 44° 36′ 49″ nord, 0° 03′ 56″ ouest  |       |
| Phare d'Hourtin                                                                     | Hourtin                       | Gironde              | Nouvelle-Aquitaine         | inscrit    | « PA33000113 », notice no PA33000113 | 45° 08′ 32″ nord, 1° 09′ 39″ ouest  |       |
| Maison Bouliac                                                                      | Langoiran                     | Gironde              | Nouvelle-Aquitaine         | inscrit    | « PA33000021 », notice no PA33000021 | 44° 42′ 14″ nord, 0° 22′ 47″ ouest  |       |
| Phare du Cap-Ferret                                                                 | Lège-Cap-Ferret               | Gironde              | Nouvelle-Aquitaine         | inscrit    | « PA33000114 », notice no PA33000114 | 44° 38′ 45″ nord, 1° 14′ 56″ ouest  |       |
| Château Belin                                                                       | Léognan                       | Gironde              | Nouvelle-Aquitaine         | inscrit    | « PA33000128 », notice no PA33000128 | 44° 43′ 40″ nord, 0° 36′ 03″ ouest  |       |
| Domaine du Bourdieu, ou Maison Laffitte                                             | Mérignac                      | Gironde              | Nouvelle-Aquitaine         | inscrit    | « PA33000129 », notice no PA33000129 | 44° 49′ 43″ nord, 0° 38′ 57″ ouest  |       |
| Maison de la cité Frugès                                                            | Pessac                        | Gironde              | Nouvelle-Aquitaine         | inscrit    | « PA33000117 », notice no PA33000117 | 44° 47′ 56″ nord, 0° 38′ 53″ ouest  |       |
| Maison de la cité Frugès                                                            | Pessac                        | Gironde              | Nouvelle-Aquitaine         | inscrit    | « PA33000119 », notice no PA33000119 | 44° 47′ 58″ nord, 0° 38′ 51″ ouest  |       |
| Maison de la cité Frugès                                                            | Pessac                        | Gironde              | Nouvelle-Aquitaine         | inscrit    | « PA33000122 », notice no PA33000122 | 44° 47′ 57″ nord, 0° 38′ 49″ ouest  |       |
| Maison de la cité Frugès                                                            | Pessac                        | Gironde              | Nouvelle-Aquitaine         | inscrit    | « PA33000120 », notice no PA33000120 | 44° 47′ 56″ nord, 0° 38′ 50″ ouest  |       |
| Maison de la cité Frugès                                                            | Pessac                        | Gironde              | Nouvelle-Aquitaine         | inscrit    | « PA33000118 », notice no PA33000118 | 44° 47′ 58″ nord, 0° 38′ 53″ ouest  |       |
| Maison de la cité Frugès                                                            | Pessac                        | Gironde              | Nouvelle-Aquitaine         | inscrit    | « PA33000121 », notice no PA33000121 | 44° 47′ 54″ nord, 0° 38′ 54″ ouest  |       |
| Église Saint-Sulpice de Lafosse                                                     | Pugnac                        | Gironde              | Nouvelle-Aquitaine         | classé     | « PA00083579 », notice no PA00083579 | 45° 05′ 45″ nord, 0° 31′ 00″ ouest  |       |
| Château Belair                                                                      | Talence                       | Gironde              | Nouvelle-Aquitaine         | inscrit    | « PA33000130 », notice no PA33000130 | 44° 48′ 09″ nord, 0° 34′ 48″ ouest  |       |
| Allées de Verdelais                                                                 | Verdelais                     | Gironde              | Nouvelle-Aquitaine         | inscrit    | « PA33000111 », notice no PA33000111 | 44° 35′ 18″ nord, 0° 15′ 02″ ouest  |       |
| Phare de Grave                                                                      | Le Verdon-sur-Mer             | Gironde              | Nouvelle-Aquitaine         | inscrit    | « PA33000123 », notice no PA33000123 | 45° 34′ 07″ nord, 1° 03′ 58″ ouest  |       |
| Maison mortuaire                                                                    | Lamentin                      | Guadeloupe           | Guadeloupe                 | inscrit    | « PA97100053 », notice no PA97100053 | 16° 16′ 17″ nord, 61° 37′ 52″ ouest |       |
| Marché                                                                              | Lamentin                      | Guadeloupe           | Guadeloupe                 | inscrit    | « PA97100054 », notice no PA97100054 | 16° 16′ 15″ nord, 61° 37′ 55″ ouest |       |
| Cinéma Renaissance                                                                  | Pointe-à-Pitre                | Guadeloupe           | Guadeloupe                 | inscrit    | « PA97100061 », notice no PA97100061 | 16° 14′ 13″ nord, 61° 32′ 00″ ouest |       |
| Maison Landwerlin                                                                   | Flaxlanden                    | Haut-Rhin            | Grand Est                  | inscrit    | « PA68000055 », notice no PA68000055 | 47° 41′ 44″ nord, 7° 18′ 56″ est    |       |
| Château des Hattstatt-Schauenbourg                                                  | Soultzbach-les-Bains          | Haut-Rhin            | Grand Est                  | inscrit    | « PA68000056 », notice no PA68000056 | 48° 02′ 10″ nord, 7° 12′ 06″ est    |       |
| Maison                                                                              | Thann                         | Haut-Rhin            | Grand Est                  | inscrit    | « PA00085701 », notice no PA00085701 | 47° 48′ 39″ nord, 7° 06′ 01″ est    |       |
| Palais Caraffa                                                                      | Bastia                        | Haute-Corse          | Corse                      | inscrit    | « PA2B000017 », notice no PA2B000017 | 42° 41′ 42″ nord, 9° 26′ 52″ est    |       |
| Colombier du Grilhon                                                                | Carbonne                      | Haute-Garonne        | Occitanie                  | inscrit    | « PA31000085 », notice no PA31000085 | 43° 17′ 59″ nord, 1° 13′ 36″ est    |       |
| Église Sainte-Agathe-et-Saint-Julien de Saint-Julia                                 | Saint-Julia                   | Haute-Garonne        | Occitanie                  | inscrit    | « PA00094464 », notice no PA00094464 | 43° 29′ 23″ nord, 1° 53′ 52″ est    |       |
| Abbaye de la Chaise-Dieu                                                            | La Chaise-Dieu                | Haute-Loire          | Auvergne-Rhône-Alpes       | classé     | « PA00092633 », notice no PA00092633 | 45° 19′ 15″ nord, 3° 41′ 46″ est    |       |
| Château du Mazigon                                                                  | Pradelles                     | Haute-Loire          | Auvergne-Rhône-Alpes       | inscrit    | « PA43000008 », notice no PA43000008 | 44° 46′ 13″ nord, 3° 52′ 05″ est    |       |
| Église de la Sainte-Trinité de Bonnevent-Velloreille                                | Bonnevent-Velloreille         | Haute-Saône          | Bourgogne-Franche-Comté    | inscrit    | « PA70000090 », notice no PA70000090 | 47° 23′ 29″ nord, 5° 56′ 00″ est    |       |
| Cimetière des Pestiférés de Bouligney                                               | Bouligney                     | Haute-Saône          | Bourgogne-Franche-Comté    | inscrit    | « PA70000094 », notice no PA70000094 | 47° 54′ 29″ nord, 6° 15′ 24″ est    |       |
| Église Saint-Maurice de Boult                                                       | Boult                         | Haute-Saône          | Bourgogne-Franche-Comté    | inscrit    | « PA70000095 », notice no PA70000095 | 47° 22′ 50″ nord, 6° 00′ 04″ est    |       |
| Église Saint-Christophe de Champlitte                                               | Champlitte                    | Haute-Saône          | Bourgogne-Franche-Comté    | inscrit    | « PA70000091 », notice no PA70000091 | 47° 36′ 59″ nord, 5° 30′ 53″ est    |       |
| Maison                                                                              | Faverney                      | Haute-Saône          | Bourgogne-Franche-Comté    | inscrit    | « PA00102161 », notice no PA00102161 | 47° 46′ 04″ nord, 6° 06′ 17″ est    |       |
| Château de Ray-sur-Saône                                                            | Ray-sur-Saône                 | Haute-Saône          | Bourgogne-Franche-Comté    | classé     | « PA00102258 », notice no PA00102258 | 47° 35′ 23″ nord, 5° 49′ 42″ est    |       |
| Calvaire de Scey-sur-Saône-et-Saint-Albin                                           | Scey-sur-Saône-et-Saint-Albin | Haute-Saône          | Bourgogne-Franche-Comté    | inscrit    | « PA70000096 », notice no PA70000096 | 47° 40′ 05″ nord, 5° 58′ 08″ est    |       |
| Hôtel Lyautey de Genevreuille                                                       | Vesoul                        | Haute-Saône          | Bourgogne-Franche-Comté    | inscrit    | « PA70000092 », notice no PA70000092 | 47° 37′ 24″ nord, 6° 09′ 18″ est    |       |
| Église de la Nativité-de-Notre-Dame de Vezet                                        | Vezet                         | Haute-Saône          | Bourgogne-Franche-Comté    | inscrit    | « PA70000093 », notice no PA70000093 | 47° 32′ 14″ nord, 5° 53′ 06″ est    |       |
| Meulières du Mont Vouan                                                             | Fillinges                     | Haute-Savoie         | Auvergne-Rhône-Alpes       | classé     | « PA74000007 », notice no PA74000007 | 46° 09′ 34″ nord, 6° 22′ 47″ est    |       |
| Église Sainte-Agathe de Rumilly                                                     | Rumilly                       | Haute-Savoie         | Auvergne-Rhône-Alpes       | nscrit     | « PA00118428 », notice no PA00118428 | 45° 52′ 00″ nord, 5° 56′ 40″ est    |       |
| Meulières de Saint-André-de-Boëge                                                   | Saint-André-de-Boëge          | Haute-Savoie         | Auvergne-Rhône-Alpes       | classé     | « PA74000009 », notice no PA74000009 | 46° 11′ 15″ nord, 6° 22′ 12″ est    |       |
| Meulières du Mont Vouan                                                             | Viuz-en-Sallaz                | Haute-Savoie         | Auvergne-Rhône-Alpes       | classé     | « PA74000011 », notice no PA74000011 | 46° 09′ 34″ nord, 6° 22′ 47″ est    |       |
| Château de Losmonerie                                                               | Aixe-sur-Vienne               | Haute-Vienne         | Nouvelle-Aquitaine         | inscrit    | « PA87000033 », notice no PA87000033 | 45° 49′ 08″ nord, 1° 07′ 40″ est    |       |
| Église Saint-Jean                                                                   | Limoges                       | Haute-Vienne         | Nouvelle-Aquitaine         | classé     | « PA87000029 », notice no PA87000029 | 45° 49′ 45″ nord, 1° 16′ 01″ est    |       |
| Église Saint-Maximin de Magnac-Laval                                                | Magnac-Laval                  | Haute-Vienne         | Nouvelle-Aquitaine         | inscrit    | « PA00100385 », notice no PA00100385 | 46° 12′ 54″ nord, 1° 10′ 03″ est    |       |
| Halle de Mortemart                                                                  | Mortemart                     | Haute-Vienne         | Nouvelle-Aquitaine         | inscrit    | « PA87000032 », notice no PA87000032 | 46° 02′ 29″ nord, 0° 57′ 23″ est    |       |
| Tuilerie-briqueterie Aupeix                                                         | Saint-Hilaire-les-Places      | Haute-Vienne         | Nouvelle-Aquitaine         | inscrit    | « PA87000034 », notice no PA87000034 | 45° 36′ 09″ nord, 1° 09′ 22″ est    |       |
| Château de la Mothe                                                                 | Tersannes                     | Haute-Vienne         | Nouvelle-Aquitaine         | inscrit    | « PA87000031 », notice no PA87000031 | 46° 17′ 31″ nord, 1° 07′ 40″ est    |       |
| Monument à Clovis Hugues                                                            | Embrun                        | Hautes-Alpes         | Provence-Alpes-Côte d'Azur | inscrit    | « PA05000016 », notice no PA05000016 | 44° 33′ 45″ nord, 6° 29′ 46″ est    |       |
| Petite Bibliothèque ronde                                                           | Clamart                       | Hauts-de-Seine       | Île-de-France              | classé     | « PA00125464 », notice no PA00125464 | 48° 47′ 10″ nord, 2° 14′ 49″ est    |       |
| Usine Clacquesin                                                                    | Malakoff                      | Hauts-de-Seine       | Île-de-France              | classé     | « PA92000010 », notice no PA92000010 | 48° 49′ 15″ nord, 2° 18′ 38″ est    |       |
| Tunnel-aqueduc de drainage de l'étang de Colombiers et Montady                      | Colombiers                    | Hérault              | Occitanie                  | classé     | « PA34000063 », notice no PA34000063 | 43° 18′ 26″ nord, 3° 07′ 36″ est    |       |
| Résidence des évêques de Béziers                                                    | Gabian                        | Hérault              | Occitanie                  | classé     | « PA00103766 », notice no PA00103766 | 43° 30′ 51″ nord, 3° 16′ 26″ est    |       |
| Chapelle des Pénitents de Montagnac                                                 | Montagnac                     | Hérault              | Occitanie                  | inscrit    | « PA34000076 », notice no PA34000076 | 43° 28′ 52″ nord, 3° 28′ 54″ est    |       |
| Jardin de la Reine                                                                  | Montpellier                   | Hérault              | Occitanie                  | inscrit    | « PA34000075 », notice no PA34000075 | 43° 36′ 48″ nord, 3° 52′ 12″ est    |       |
| Château de Saint-Bauzille-de-Putois                                                 | Saint-Bauzille-de-Putois      | Hérault              | Occitanie                  | inscrit    | « PA34000077 », notice no PA34000077 | 43° 53′ 41″ nord, 3° 44′ 11″ est    |       |
| Château de Beauvais                                                                 | Gévezé                        | Ille-et-Vilaine      | Bretagne                   | inscrit    | « PA00090582 », notice no PA00090582 | 48° 12′ 40″ nord, 1° 47′ 38″ ouest  |       |
| Église Saint-Loup                                                                   | La Chapelle-du-Lou-du-Lac     | Ille-et-Vilaine      | Bretagne                   | inscrit    | « PA35000034 », notice no PA35000034 | 48° 12′ 32″ nord, 1° 59′ 26″ ouest  |       |
| Hôtel de Marbeuf                                                                    | Rennes                        | Ille-et-Vilaine      | Bretagne                   | inscrit    | « PA35000035 », notice no PA35000035 | 48° 06′ 49″ nord, 1° 40′ 32″ ouest  |       |
| Château de la Gâtevine                                                              | Chalais                       | Indre                | Centre-Val de Loire        | inscrit    | « PA36000025 », notice no PA36000025 | 46° 33′ 13″ nord, 1° 10′ 51″ est    |       |
| Église Notre-Dame de Châteauroux                                                    | Châteauroux                   | Indre                | Centre-Val de Loire        | inscrit    | « PA36000023 », notice no PA36000023 | 46° 48′ 39″ nord, 1° 41′ 20″ est    |       |
| Église Saint-André de Châteauroux                                                   | Châteauroux                   | Indre                | Centre-Val de Loire        | inscrit    | « PA36000024 », notice no PA36000024 | 46° 48′ 42″ nord, 1° 41′ 58″ est    |       |
| Ensemble castral de Châtillon-sur-Indre                                             | Châtillon-sur-Indre           | Indre                | Centre-Val de Loire        | inscrit    | « PA00097301 », notice no PA00097301 | 46° 59′ 11″ nord, 1° 10′ 28″ est    |       |
| Château de Laleuf                                                                   | Saint-Maur                    | Indre                | Centre-Val de Loire        | inscrit    | « PA36000026 », notice no PA36000026 | 46° 46′ 20″ nord, 1° 35′ 24″ est    |       |
| Château d'Hodebert                                                                  | Saint-Paterne-Racan           | Indre-et-Loire       | Centre-Val de Loire        | inscrit    | « PA37000027 », notice no PA37000027 | 47° 36′ 16″ nord, 0° 27′ 59″ est    |       |
| Château d'Anjou                                                                     | Anjou                         | Isère                | Auvergne-Rhône-Alpes       | inscrit    | « PA38000029 », notice no PA38000029 | 45° 21′ 00″ nord, 4° 52′ 55″ est    |       |
| Église Saint-Étienne de Laval                                                       | Laval                         | Isère                | Auvergne-Rhône-Alpes       | inscrit    | « PA00117210 », notice no PA00117210 | 45° 15′ 12″ nord, 5° 56′ 03″ est    |       |
| Collégiale de la Nativité-de-la-Vierge de Conliège                                  | Conliège                      | Jura                 | Bourgogne-Franche-Comté    | inscrit    | « PA39000091 », notice no PA39000091 | 46° 39′ 16″ nord, 5° 35′ 57″ est    |       |
| Oratoire Saint-Roch de Conliège                                                     | Conliège                      | Jura                 | Bourgogne-Franche-Comté    | inscrit    | « PA39000092 », notice no PA39000092 | 46° 39′ 45″ nord, 5° 36′ 39″ est    |       |
| Loge maçonnique                                                                     | Dole                          | Jura                 | Bourgogne-Franche-Comté    | inscrit    | « PA39000093 », notice no PA39000093 | 47° 05′ 35″ nord, 5° 29′ 50″ est    |       |
| Abbaye de Gigny                                                                     | Gigny                         | Jura                 | Bourgogne-Franche-Comté    | inscrit    | « PA00101884 », notice no PA00101884 | 46° 27′ 05″ nord, 5° 27′ 43″ est    |       |
| Abbaye du Grandvaux                                                                 | Grande-Rivière Château        | Jura                 | Bourgogne-Franche-Comté    | inscrit    | « PA39000094 », notice no PA39000094 | 46° 32′ 06″ nord, 5° 55′ 13″ est    |       |
| Église Saint-Maurice de Lemuy                                                       | Lemuy                         | Jura                 | Bourgogne-Franche-Comté    | inscrit    | « PA39000095 », notice no PA39000095 | 46° 53′ 48″ nord, 5° 58′ 13″ est    |       |
| Église Saint-Germain de Mièges                                                      | Mièges                        | Jura                 | Bourgogne-Franche-Comté    | inscrit    | « PA00101951 », notice no PA00101951 | 46° 47′ 00″ nord, 6° 02′ 21″ est    |       |
| Église Saint-Michel de Morbier                                                      | Morbier                       | Jura                 | Bourgogne-Franche-Comté    | inscrit    | « PA39000089 », notice no PA39000089 | 46° 32′ 11″ nord, 6° 00′ 59″ est    |       |
| Église de l'Assomption-de-Notre-Dame de Morez                                       | Hauts de Bienne               | Jura                 | Bourgogne-Franche-Comté    | inscrit    | « PA39000090 », notice no PA39000090 | 46° 31′ 13″ nord, 6° 01′ 27″ est    |       |
| Saumoduc de Salins-les-Bains à Arc-et-Senans                                        | Salins-les-Bains              | Jura                 | Bourgogne-Franche-Comté    | inscrit    | « PA39000097 », notice no PA39000097 | 46° 57′ 33″ nord, 5° 51′ 07″ est    |       |
| Salines                                                                             | Salins-les-Bains              | Jura                 | Bourgogne-Franche-Comté    | classé     | « PA00102032 », notice no PA00102032 | 46° 56′ 14″ nord, 5° 52′ 34″ est    |       |
| Carmel Saint-Joseph                                                                 | Aire-sur-l'Adour              | Landes               | Nouvelle-Aquitaine         | inscrit    | « PA40000074 », notice no PA40000074 | 43° 42′ 05″ nord, 0° 15′ 41″ ouest  |       |
| Maison forte de Tampouy                                                             | Le Frêche                     | Landes               | Nouvelle-Aquitaine         | inscrit    | « PA40000072 », notice no PA40000072 | 43° 54′ 40″ nord, 0° 15′ 55″ ouest  |       |
| Phare de Contis                                                                     | Saint-Julien-en-Born          | Landes               | Nouvelle-Aquitaine         | inscrit    | « PA40000073 », notice no PA40000073 | 44° 05′ 37″ nord, 1° 19′ 00″ ouest  |       |
| Château de Matval                                                                   | Bonneveau                     | Loir-et-Cher         | Centre-Val de Loire        | inscrit    | « PA00098394 », notice no PA00098394 | 47° 48′ 49″ nord, 0° 44′ 50″ est    |       |
| Pont-canal sur la Sauldre                                                           | Châtillon-sur-Cher            | Loir-et-Cher         | Centre-Val de Loire        | inscrit    | « PA41000059 », notice no PA41000059 | 47° 16′ 29″ nord, 1° 30′ 48″ est    |       |
| Église Saint-Jean-Baptiste de Prunay-Cassereau                                      | Prunay-Cassereau              | Loir-et-Cher         | Centre-Val de Loire        | inscrit    | « PA41000060 », notice no PA41000060 | 47° 41′ 44″ nord, 0° 55′ 24″ est    |       |
| Château de Bois-Freslon                                                             | Ternay                        | Loir-et-Cher         | Centre-Val de Loire        | inscrit    | « PA41000058 », notice no PA41000058 | 47° 43′ 49″ nord, 0° 48′ 00″ est    |       |
| Château de la Thomasserie                                                           | Vallières-les-Grandes         | Loir-et-Cher         | Centre-Val de Loire        | inscrit    | « PA41000062 », notice no PA41000062 | 47° 25′ 53″ nord, 1° 08′ 37″ est    |       |
| Chapelle de Madame Cherbouquet-Badoit                                               | Saint-Galmier                 | Loire                | Auvergne-Rhône-Alpes       | inscrit    | « PA42000037 », notice no PA42000037 | 45° 35′ 23″ nord, 4° 19′ 08″ est    |       |
| Château de Pordor                                                                   | Avessac                       | Loire-Atlantique     | Pays de la Loire           | inscrit    | « PA44000045 », notice no PA44000045 | 47° 39′ 48″ nord, 2° 00′ 25″ ouest  |       |
| Château de Blain                                                                    | Blain                         | Loire-Atlantique     | Pays de la Loire           | inscrit    | « PA00108572 », notice no PA00108572 | 47° 28′ 00″ nord, 1° 45′ 53″ ouest  |       |
| Maison double                                                                       | Montargis                     | Loiret               | Centre-Val de Loire        | inscrit    | « PA45000036 », notice no PA45000036 | 47° 59′ 52″ nord, 2° 44′ 04″ est    |       |
| Maison                                                                              | Orléans                       | Loiret               | Centre-Val de Loire        | inscrit    | « PA00098898 », notice no PA00098898 | 47° 53′ 57″ nord, 1° 54′ 35″ est    |       |
| Immeubles                                                                           | Orléans                       | Loiret               | Centre-Val de Loire        | inscrit    | « PA00098899 », notice no PA00098899 | 47° 53′ 56″ nord, 1° 54′ 23″ est    |       |
| Maison                                                                              | Orléans                       | Loiret               | Centre-Val de Loire        | inscrit    | « PA45000034 », notice no PA45000034 | 47° 53′ 57″ nord, 1° 54′ 25″ est    |       |
| Hôtel du Roi                                                                        | Orléans                       | Loiret               | Centre-Val de Loire        | inscrit    | « PA45000035 », notice no PA45000035 | 47° 53′ 58″ nord, 1° 55′ 00″ est    |       |
| Église de la Très-Sainte-Trinité de La Selle-sur-le-Bied                            | La Selle-sur-le-Bied          | Loiret               | Centre-Val de Loire        | classé     | « PA00099020 », notice no PA00099020 | 48° 03′ 48″ nord, 2° 53′ 45″ est    |       |
| Amphithéâtre romain                                                                 | Cahors                        | Lot                  | Occitanie                  | inscrit    | « PA46000041 », notice no PA46000041 | 44° 26′ 44″ nord, 1° 26′ 27″ est    |       |
| Abbaye de Lantouy                                                                   | Saint-Jean-de-Laur            | Lot                  | Occitanie                  | inscrit    | « PA46000042 », notice no PA46000042 | 44° 27′ 29″ nord, 1° 51′ 02″ est    |       |
| Château de Tombebouc                                                                | Allez-et-Cazeneuve            | Lot-et-Garonne       | Nouvelle-Aquitaine         | inscrit    | « PA47000079 », notice no PA47000079 | 44° 21′ 55″ nord, 0° 37′ 14″ est    |       |
| Fonderie de Fumel                                                                   | Fumel                         | Lot-et-Garonne       | Nouvelle-Aquitaine         | classé     | « PA47000039 », notice no PA47000039 | 44° 29′ 24″ nord, 0° 57′ 39″ est    |       |
| Prieuré Saint-Géraud                                                                | Monsempron-Libos              | Lot-et-Garonne       | Nouvelle-Aquitaine         | classé     | « PA00084183 », notice no PA00084183 | 44° 29′ 31″ nord, 0° 56′ 36″ est    |       |
| Église Sainte-Colombe de Sainte-Colombe-de-Duras                                    | Sainte-Colombe-de-Duras       | Lot-et-Garonne       | Nouvelle-Aquitaine         | inscrit    | « PA00084222 », notice no PA00084222 | 44° 41′ 23″ nord, 0° 07′ 29″ est    |       |
| Château de Prades                                                                   | Sainte-Enimie                 | Lozère               | Occitanie                  | inscrit    | « PA00103918 », notice no PA00103918 | 44° 21′ 02″ nord, 3° 27′ 33″ est    |       |
| Château de Champtoceaux                                                             | Orée d'Anjou                  | Maine-et-Loire       | Pays de la Loire           | inscrit    | « PA49000077 », notice no PA49000077 | 47° 20′ 14″ nord, 1° 16′ 13″ ouest  |       |
| Phare de la Hague                                                                   | La Hague                      | Manche               | Normandie                  | inscrit    | « PA50000063 », notice no PA50000063 | 49° 43′ 19″ nord, 1° 57′ 16″ ouest  |       |
| Presbytère                                                                          | Carantilly                    | Manche               | Normandie                  | inscrit    | « PA50000066 », notice no PA50000066 | 49° 03′ 49″ nord, 1° 14′ 27″ ouest  |       |
| Phare du Cap Lévi                                                                   | Fermanville                   | Manche               | Normandie                  | inscrit    | « PA50000064 », notice no PA50000064 | 49° 41′ 45″ nord, 1° 28′ 24″ ouest  |       |
| Phare de Gatteville                                                                 | Gatteville-le-Phare           | Manche               | Normandie                  | inscrit    | « PA50000065 », notice no PA50000065 | 49° 41′ 47″ nord, 1° 15′ 57″ ouest  |       |
| Manoir de Camprond                                                                  | Gorges                        | Manche               | Normandie                  | inscrit    | « PA50000068 », notice no PA50000068 | 49° 15′ 09″ nord, 1° 24′ 52″ ouest  |       |
| Phare du cap Lihou                                                                  | Granville                     | Manche               | Normandie                  | inscrit    | « PA50000062 », notice no PA50000062 | 48° 50′ 04″ nord, 1° 36′ 47″ ouest  |       |
| Phare de Chausey                                                                    | Granville                     | Manche               | Normandie                  | inscrit    | « PA50000061 », notice no PA50000061 | 48° 52′ 10″ nord, 1° 49′ 21″ ouest  |       |
| Fours à chaux des Mulots                                                            | Orval                         | Manche               | Normandie                  | inscrit    | « PA50000069 », notice no PA50000069 | 48° 59′ 52″ nord, 1° 27′ 32″ ouest  |       |
| Four à chaux de la Riotte                                                           | Orval                         | Manche               | Normandie                  | inscrit    | « PA50000070 », notice no PA50000070 | 49° 00′ 02″ nord, 1° 27′ 18″ ouest  |       |
| Quartier Tirlet                                                                     | Châlons-en-Champagne          | Marne                | Grand Est                  | inscrit    | « PA00132586 », notice no PA00132586 | 48° 57′ 25″ nord, 4° 22′ 24″ est    |       |
| Circuit de Reims-Gueux                                                              | Gueux                         | Marne                | Grand Est                  | inscrit    | « PA51000015 », notice no PA51000015 | 49° 15′ nord, 3° 57′ est            |       |
| Maison Taïlamé                                                                      | Le Carbet                     | Martinique           | Martinique                 | inscrit    | « PA97200008 », notice no PA97200008 | 14° 42′ 47″ nord, 61° 11′ 02″ ouest |       |
| Maison du Bagnard                                                                   | Le Diamant                    | Martinique           | Martinique                 | inscrit    | « PA97200009 », notice no PA97200009 | 14° 27′ 42″ nord, 61° 02′ 51″ ouest |       |
| Église Notre-Dame du Rosaire de Redoute                                             | Fort-de-France                | Martinique           | Martinique                 | inscrit    | « PA97200014 », notice no PA97200014 | 14° 37′ 56″ nord, 61° 03′ 16″ ouest |       |
| Fontaine Gueydon                                                                    | Fort-de-France                | Martinique           | Martinique                 | inscrit    | « PA97200010 », notice no PA97200010 | 14° 36′ 24″ nord, 61° 04′ 26″ ouest |       |
| Église Sainte-Catherine de Grand'Rivière                                            | Grand'Rivière                 | Martinique           | Martinique                 | inscrit    | « PA97200012 », notice no PA97200012 | 14° 52′ 25″ nord, 61° 10′ 50″ ouest |       |
| Château d'Euvezin                                                                   | Euvezin                       | Meurthe-et-Moselle   | Grand Est                  | inscrit    | « PA54000072 », notice no PA54000072 | 48° 55′ 25″ nord, 5° 50′ 18″ est    |       |
| Maison Schott                                                                       | Nancy                         | Meurthe-et-Moselle   | Grand Est                  | inscrit    | « PA00132628 », notice no PA00132628 | 48° 42′ 05″ nord, 6° 10′ 08″ est    |       |
| Château de Goussaincourt                                                            | Goussaincourt                 | Meuse                | Grand Est                  | inscrit    | « PA55000038 », notice no PA55000038 | 48° 29′ 05″ nord, 5° 41′ 30″ est    |       |
| Chapelle de Bavalan                                                                 | Ambon                         | Morbihan             | Bretagne                   | inscrit    | « PA56000069 », notice no PA56000069 | 47° 32′ 32″ nord, 2° 30′ 14″ ouest  |       |
| Château de Penvern                                                                  | Persquen                      | Morbihan             | Bretagne                   | inscrit    | « PA00091472 », notice no PA00091472 | 48° 00′ 54″ nord, 3° 14′ 13″ ouest  |       |
| Synagogue de Maizières-lès-Vic                                                      | Maizières-lès-Vic             | Moselle              | Grand Est                  | inscrit    | « PA57000033 », notice no PA57000033 | 48° 41′ 58″ nord, 6° 48′ 06″ est    |       |
| Château de Lys                                                                      | Lys                           | Nièvre               | Bourgogne-Franche-Comté    | inscrit    | « PA58000034 », notice no PA58000034 | 47° 20′ 56″ nord, 3° 35′ 34″ est    |       |
| Château Dampierre                                                                   | Anzin                         | Nord                 | Hauts-de-France            | inscrit    | « PA59000145 », notice no PA59000145 | 50° 21′ 57″ nord, 3° 30′ 25″ est    |       |
| Hôtel consulaire de la Chambre de Commerce et d'Industrie de Cambrai                | Cambrai                       | Nord                 | Hauts-de-France            | inscrit    | « PA59000125 », notice no PA59000125 | 50° 10′ 37″ nord, 3° 14′ 07″ est    |       |
| Cathédrale Notre-Dame de la Treille                                                 | Lille                         | Nord                 | Hauts-de-France            | inscrit    | « PA59000146 », notice no PA59000146 | 50° 38′ 24″ nord, 3° 03′ 46″ est    |       |
| Maison                                                                              | Lille                         | Nord                 | Hauts-de-France            | inscrit    | « PA59000147 », notice no PA59000147 | 50° 37′ 41″ nord, 3° 02′ 45″ est    |       |
| Immeuble                                                                            | Lille                         | Nord                 | Hauts-de-France            | inscrit    | « PA59000148 », notice no PA59000148 | 50° 37′ 37″ nord, 3° 03′ 35″ est    |       |
| Monument à Charles Mathieu                                                          | Lourches                      | Nord                 | Hauts-de-France            | inscrit    | « PA59000149 », notice no PA59000149 | 50° 18′ 54″ nord, 3° 21′ 13″ est    |       |
| Église Saint-Martin                                                                 | Marquette-en-Ostrevant        | Nord                 | Hauts-de-France            | inscrit    | « PA59000150 », notice no PA59000150 | 50° 17′ 11″ nord, 3° 15′ 58″ est    |       |
| Église Sainte-Cécile de la cité du Pinson                                           | Raismes                       | Nord                 | Hauts-de-France            | inscrit    | « PA59000151 », notice no PA59000151 | 50° 24′ 09″ nord, 3° 31′ 22″ est    |       |
| Fosse n° 9 de l'Escarpelle                                                          | Roost-Warendin                | Nord                 | Hauts-de-France            | inscrit    | « PA59000152 », notice no PA59000152 | 50° 24′ 42″ nord, 3° 06′ 12″ est    |       |
| Église Saint-Martin                                                                 | Roubaix                       | Nord                 | Hauts-de-France            | inscrit    | « PA59000153 », notice no PA59000153 | 50° 41′ 31″ nord, 3° 10′ 27″ est    |       |
| Église Sainte-Barbe de La Sentinelle                                                | La Sentinelle                 | Nord                 | Hauts-de-France            | classé     | « PA59000144 », notice no PA59000144 | 50° 21′ 02″ nord, 3° 29′ 02″ est    |       |
| Coron de l'église de la Sentinelle                                                  | La Sentinelle                 | Nord                 | Hauts-de-France            | inscrit    | « PA59000154 », notice no PA59000154 | 50° 21′ 04″ nord, 3° 29′ 03″ est    |       |
| Monuments aux morts dit Monument de la Victoire                                     | Tourcoing                     | Nord                 | Hauts-de-France            | inscrit    | « PA59000143 », notice no PA59000143 | 50° 43′ 03″ nord, 3° 09′ 30″ est    |       |
| École ménagère du quartier d'Arenberg                                               | Wallers                       | Nord                 | Hauts-de-France            | inscrit    | « PA59000155 », notice no PA59000155 | 50° 22′ 48″ nord, 3° 25′ 39″ est    |       |
| Salle des fêtes du quartier d'Arenberg                                              | Wallers                       | Nord                 | Hauts-de-France            | inscrit    | « PA59000156 », notice no PA59000156 | 50° 22′ 49″ nord, 3° 25′ 39″ est    |       |
| Groupe scolaire de la cité Notre-Dame des mines d'Aniche                            | Waziers                       | Nord                 | Hauts-de-France            | inscrit    | « PA59000158 », notice no PA59000158 | 50° 22′ 37″ nord, 3° 06′ 04″ est    |       |
| Centre social et culturel Henri Martel                                              | Waziers                       | Nord                 | Hauts-de-France            | inscrit    | « PA59000157 », notice no PA59000157 | 50° 22′ 31″ nord, 3° 05′ 58″ est    |       |
| Château de Mouchy-le-Châtel                                                         | Mouchy-le-Châtel              | Oise                 | Hauts-de-France            | inscrit    | « PA60000079 », notice no PA60000079 | 49° 19′ 40″ nord, 2° 15′ 14″ est    |       |
| Château de Versigny                                                                 | Versigny                      | Oise                 | Hauts-de-France            | inscrit    | « PA00114950 », notice no PA00114950 | 49° 09′ 29″ nord, 2° 45′ 39″ est    |       |
| Café la Renaissance                                                                 | Alençon                       | Orne                 | Normandie                  | inscrit    | « PA61000057 », notice no PA61000057 | 48° 25′ 53″ nord, 0° 05′ 25″ est    |       |
| Château de Saint-Sauveur                                                            | Sainte-Honorine-la-Chardonne  | Orne                 | Normandie                  | inscrit    | « PA00110925 », notice no PA00110925 | 48° 49′ 58″ nord, 0° 27′ 37″ ouest  |       |
| Observatoire de Paris                                                               | 14e arrondissement de Paris   | Paris                | Île-de-France              | classé     | « PA00086642 », notice no PA00086642 | 48° 50′ 11″ nord, 2° 20′ 11″ est    |       |
| Fondation des États-Unis                                                            | 14e arrondissement de Paris   | Paris                | Île-de-France              | inscrit    | « PA75140013 », notice no PA75140013 | 48° 49′ 11″ nord, 2° 20′ 23″ est    |       |
| Hôtel particulier de Roland Bonaparte (aujourd'hui Shangri-La Hotel Paris)          | 16e arrondissement de Paris   | Paris                | Île-de-France              | inscrit    | « PA75160005 », notice no PA75160005 | 48° 51′ 49″ nord, 2° 17′ 35″ est    |       |
| Caffè Stern                                                                         | 2e arrondissement de Paris    | Paris                | Île-de-France              | inscrit    | « PA00086090 », notice no PA00086090 | 48° 31′ 17″ nord, 2° 12′ 11″ est    |       |
| Monument aux morts de la Première Guerre mondiale                                   | Auchel                        | Pas-de-Calais        | Hauts-de-France            | inscrit    | « PA62000076 », notice no PA62000076 | 50° 30′ 28″ nord, 2° 28′ 33″ est    |       |
| Goutte de lait des mines de Marles                                                  | Auchel                        | Pas-de-Calais        | Hauts-de-France            | inscrit    | « PA62000075 », notice no PA62000075 | 50° 30′ 08″ nord, 2° 28′ 32″ est    |       |
| Fosse n° 13 bis des mines de Lens (fosse Félix Bollaert)                            | Bénifontaine                  | Pas-de-Calais        | Hauts-de-France            | inscrit    | « PA62000077 », notice no PA62000077 | 50° 28′ 43″ nord, 2° 49′ 17″ est    |       |
| Cité des Électriciens                                                               | Bruay-la-Buissière            | Pas-de-Calais        | Hauts-de-France            | inscrit    | « PA62000078 », notice no PA62000078 | 50° 28′ 56″ nord, 2° 33′ 13″ est    |       |
| Hôtel de ville de Bruay-la-Buissière                                                | Bruay-la-Buissière            | Pas-de-Calais        | Hauts-de-France            | inscrit    | « PA62000007 », notice no PA62000007 | 50° 28′ 56″ nord, 2° 32′ 44″ est    |       |
| Clinique-maternité Sainte-Barbe des mines de Béthune                                | Bully-les-Mines               | Pas-de-Calais        | Hauts-de-France            | inscrit    | « PA62000079 », notice no PA62000079 | 50° 27′ 36″ nord, 2° 43′ 03″ est    |       |
| Hôtel de ville de Carvin                                                            | Carvin                        | Pas-de-Calais        | Hauts-de-France            | inscrit    | « PA62000080 », notice no PA62000080 | 50° 29′ 29″ nord, 2° 57′ 29″ est    |       |
| Église Saint-Stanislas de la cité Bruno                                             | Dourges                       | Pas-de-Calais        | Hauts-de-France            | inscrit    | « PA62000081 », notice no PA62000081 | 50° 25′ 53″ nord, 2° 59′ 18″ est    |       |
| Fosse n° 8 - 8 bis des mines de Dourges (fosse Émile Cornuault)                     | Évin-Malmaison                | Pas-de-Calais        | Hauts-de-France            | inscrit    | « PA62000082 », notice no PA62000082 | 50° 26′ 17″ nord, 3° 01′ 17″ est    |       |
| Église Saint-Louis de Grenay                                                        | Grenay                        | Pas-de-Calais        | Hauts-de-France            | inscrit    | « PA62000083 », notice no PA62000083 | 50° 27′ 06″ nord, 2° 45′ 10″ est    |       |
| Monument aux morts des mines de Lens                                                | Lens                          | Pas-de-Calais        | Hauts-de-France            | inscrit    | « PA62000090 », notice no PA62000090 | 50° 26′ 19″ nord, 2° 48′ 42″ est    |       |
| École Louis-Pasteur et dispensaire de la cité n° 11 des mines de Lens               | Lens                          | Pas-de-Calais        | Hauts-de-France            | inscrit    | « PA62000086 », notice no PA62000086 | 50° 26′ 28″ nord, 2° 47′ 21″ est    |       |
| Groupe scolaire Jean-Macé                                                           | Lens                          | Pas-de-Calais        | Hauts-de-France            | inscrit    | « PA62000088 », notice no PA62000088 | 50° 26′ 32″ nord, 2° 48′ 35″ est    |       |
| Logement des Sœurs de la cité n° 12 des mines de Lens                               | Lens                          | Pas-de-Calais        | Hauts-de-France            | inscrit    | « PA62000089 », notice no PA62000089 | 50° 26′ 32″ nord, 2° 48′ 38″ est    |       |
| Grands bureaux des mines de Lens                                                    | Lens                          | Pas-de-Calais        | Hauts-de-France            | inscrit    | « PA62000091 », notice no PA62000091 | 50° 26′ 02″ nord, 2° 49′ 25″ est    |       |
| Église Saint-Édouard de la cité n° 12 des mines de Lens                             | Lens                          | Pas-de-Calais        | Hauts-de-France            | inscrit    | « PA62000084 », notice no PA62000084 | 50° 26′ 33″ nord, 2° 48′ 38″ est    |       |
| Salle d'œuvres paroissiales Saint-Pierre de la cité n° 11 des mines de Lens         | Lens                          | Pas-de-Calais        | Hauts-de-France            | inscrit    | « PA62000085 », notice no PA62000085 | 50° 26′ 25″ nord, 2° 47′ 18″ est    |       |
| Monument à Émile Basly                                                              | Lens                          | Pas-de-Calais        | Hauts-de-France            | inscrit    | « PA62000087 », notice no PA62000087 | 50° 25′ 43″ nord, 2° 49′ 07″ est    |       |
| Monument aux morts de la Première Guerre mondiale                                   | Lens                          | Pas-de-Calais        | Hauts-de-France            | inscrit    | « PA62000092 », notice no PA62000092 | 50° 25′ 45″ nord, 2° 50′ 14″ est    |       |
| Mine-image de la fosse n° 2 d'Oignies                                               | Libercourt                    | Pas-de-Calais        | Hauts-de-France            | inscrit    | « PA62000093 », notice no PA62000093 | 50° 28′ 19″ nord, 3° 00′ 00″ est    |       |
| Temple protestant de Liévin                                                         | Liévin                        | Pas-de-Calais        | Hauts-de-France            | inscrit    | « PA62000095 », notice no PA62000095 | 50° 25′ 19″ nord, 2° 46′ 55″ est    |       |
| Fosse n° 1 bis des mines de Liévin                                                  | Liévin                        | Pas-de-Calais        | Hauts-de-France            | inscrit    | « PA62000094 », notice no PA62000094 | 50° 25′ 25″ nord, 2° 46′ 20″ est    |       |
| Salle des pendus et des bains-douches de la fosse n° 12 des mines de Lens           | Loos-en-Gohelle               | Pas-de-Calais        | Hauts-de-France            | inscrit    | « PA62000096 », notice no PA62000096 | 50° 26′ 46″ nord, 2° 48′ 24″ est    |       |
| Fosse n° 11 - 19 des mines de Lens (fosse Pierre Destombes)                         | Loos-en-Gohelle               | Pas-de-Calais        | Hauts-de-France            | classé     | « PA00108467 », notice no PA00108467 | 50° 26′ 36″ nord, 2° 47′ 19″ est    |       |
| Hôtel de ville de Mazingarbe                                                        | Mazingarbe                    | Pas-de-Calais        | Hauts-de-France            | inscrit    | « PA62000097 », notice no PA62000097 | 50° 28′ 09″ nord, 2° 43′ 12″ est    |       |
| Église Sainte-Barbe de Nœux-les-Mines                                               | Nœux-les-Mines                | Pas-de-Calais        | Hauts-de-France            | inscrit    | « PA62000098 », notice no PA62000098 | 50° 28′ 00″ nord, 2° 40′ 21″ est    |       |
| Fosse n° 1 - 1 bis des mines de Nœux (fosse Aubé de Bracquemont)                    | Nœux-les-Mines                | Pas-de-Calais        | Hauts-de-France            | inscrit    | « PA62000099 », notice no PA62000099 | 50° 28′ 14″ nord, 2° 40′ 19″ est    |       |
| Ateliers centraux des mines de Nœux                                                 | Nœux-les-Mines                | Pas-de-Calais        | Hauts-de-France            | inscrit    | « PA62000100 », notice no PA62000100 | 50° 28′ 08″ nord, 2° 40′ 20″ est    |       |
| Mines d'Ostricourt                                                                  | Oignies                       | Pas-de-Calais        | Hauts-de-France            | classé     | « PA62000074 », notice no PA62000074 | 50° 28′ 21″ nord, 2° 59′ 48″ est    |       |
| Église Saint-Louis de la cité Nouméa des mines de Drocourt                          | Rouvroy                       | Pas-de-Calais        | Hauts-de-France            | inscrit    | « PA62000102 », notice no PA62000102 | 50° 24′ 17″ nord, 2° 54′ 45″ est    |       |
| Presbytère polonais de l'église Saint-Louis de la cité Nouméa des Mines de Drocourt | Rouvroy                       | Pas-de-Calais        | Hauts-de-France            | inscrit    | « PA62000103 », notice no PA62000103 | 50° 24′ 16″ nord, 2° 54′ 47″ est    |       |
| Monument aux victimes de la catastrophe de Courrières                               | Sallaumines                   | Pas-de-Calais        | Hauts-de-France            | inscrit    | « PA62000104 », notice no PA62000104 | 50° 25′ 15″ nord, 2° 51′ 34″ est    |       |
| Ferme du Bois-Saint-Jean                                                            | Wamin                         | Pas-de-Calais        | Hauts-de-France            | inscrit    | « PA62000105 », notice no PA62000105 | 50° 24′ 13″ nord, 2° 03′ 53″ est    |       |
| Château de Wamin                                                                    | Wamin                         | Pas-de-Calais        | Hauts-de-France            | inscrit    | « PA00108440 », notice no PA00108440 | 50° 24′ 53″ nord, 2° 03′ 32″ est    |       |
| Château de Warlus                                                                   | Warlus                        | Pas-de-Calais        | Hauts-de-France            | inscrit    | « PA62000106 », notice no PA62000106 | 50° 16′ 25″ nord, 2° 40′ 13″ est    |       |
| Église Saint-Martin de Bromont-Lamothe                                              | Bromont-Lamothe               | Puy-de-Dôme          | Auvergne-Rhône-Alpes       | inscrit    | « PA63000094 », notice no PA63000094 | 45° 50′ 28″ nord, 2° 49′ 10″ est    |       |
| Oppidum de Gondole                                                                  | Le Cendre                     | Puy-de-Dôme          | Auvergne-Rhône-Alpes       | inscrit    | « PA00092482 », notice no PA00092482 | 45° 43′ 08″ nord, 3° 12′ 22″ est    |       |
| Site gallo-romain de la Croix de la Pierre                                          | Charbonnier-les-Mines         | Puy-de-Dôme          | Auvergne-Rhône-Alpes       | inscrit    | « PA63000093 », notice no PA63000093 | 45° 25′ 35″ nord, 3° 16′ 39″ est    |       |
| Château de Rabanesse                                                                | Clermont-Ferrand              | Puy-de-Dôme          | Auvergne-Rhône-Alpes       | inscrit    | « PA63000096 », notice no PA63000096 | 45° 46′ 07″ nord, 3° 05′ 13″ est    |       |
| Villa Gros                                                                          | Clermont-Ferrand              | Puy-de-Dôme          | Auvergne-Rhône-Alpes       | inscrit    | « PA63000095 », notice no PA63000095 | 45° 45′ 56″ nord, 3° 05′ 20″ est    |       |
| Château de Denone                                                                   | Effiat                        | Puy-de-Dôme          | Auvergne-Rhône-Alpes       | inscrit    | « PA00092115 », notice no PA00092115 | 46° 03′ 09″ nord, 3° 15′ 53″ est    |       |
| Nécropole du Champ des Juifs                                                        | Ennezat                       | Puy-de-Dôme          | Auvergne-Rhône-Alpes       | inscrit    | « PA63000097 », notice no PA63000097 | 45° 53′ 47″ nord, 3° 13′ 39″ est    |       |
| Château de la Fouilhouze                                                            | Varennes-sur-Usson            | Puy-de-Dôme          | Auvergne-Rhône-Alpes       | inscrit    | « PA63000065 », notice no PA63000065 | 45° 32′ 20″ nord, 3° 20′ 08″ est    |       |
| Château du Vigneau                                                                  | Bayonne                       | Pyrénées-Atlantiques | Nouvelle-Aquitaine         | inscrit    | « PA64000071 », notice no PA64000071 | 43° 30′ 20″ nord, 1° 28′ 11″ ouest  |       |
| Phare de Biarritz                                                                   | Biarritz                      | Pyrénées-Atlantiques | Nouvelle-Aquitaine         | inscrit    | « PA64000072 », notice no PA64000072 | 43° 29′ 38″ nord, 1° 33′ 14″ ouest  |       |
| Fort de Socoa                                                                       | Ciboure                       | Pyrénées-Atlantiques | Nouvelle-Aquitaine         | inscrit    | « PA00084380 », notice no PA00084380 | 43° 23′ 46″ nord, 1° 41′ 00″ ouest  |       |
| Four solaire d'Odeillo                                                              | Font-Romeu-Odeillo-Via        | Pyrénées-Orientales  | Occitanie                  | inscrit    | « PA66000023 », notice no PA66000023 | 42° 29′ 38″ nord, 2° 01′ 45″ est    |       |
| Chapelle Saint-Marguerite et hospice Sainte-Marie du col d'Ares                     | Prats-de-Mollo-la-Preste      | Pyrénées-Orientales  | Occitanie                  | inscrit    | « PA66000024 », notice no PA66000024 | 42° 22′ 27″ nord, 2° 27′ 56″ est    |       |
| Enclos canonial du chapitre de Saint-Paul                                           | Saint-Paul-de-Fenouillet      | Pyrénées-Orientales  | Occitanie                  | inscrit    | « PA66000025 », notice no PA66000025 | 42° 48′ 41″ nord, 2° 30′ 07″ est    |       |
| Ermitage Saint-Guillem de Combret                                                   | Le Tech                       | Pyrénées-Orientales  | Occitanie                  | inscrit    | « PA66000026 », notice no PA66000026 | 42° 27′ 12″ nord, 2° 29′ 48″ est    |       |
| Villa Palauda                                                                       | Thuir                         | Pyrénées-Orientales  | Occitanie                  | inscrit    | « PA66000027 », notice no PA66000027 | 42° 38′ 12″ nord, 2° 45′ 33″ est    |       |
| Fort Libéria                                                                        | Villefranche-de-Conflent      | Pyrénées-Orientales  | Occitanie                  | classé     | « PA00104149 », notice no PA00104149 | 42° 35′ 24″ nord, 2° 21′ 53″ est    |       |
| Château de Rochefort                                                                | Amplepuis                     | Rhône                | Auvergne-Rhône-Alpes       | inscrit    | « PA00117706 », notice no PA00117706 | 45° 56′ 47″ nord, 4° 20′ 08″ est    |       |
| Villa et jardin Bagatelle                                                           | Irigny                        | Rhône                | Auvergne-Rhône-Alpes       | inscrit    | « PA69000041 », notice no PA69000041 | 45° 39′ 58″ nord, 4° 49′ 35″ est    |       |
| Prison Montluc                                                                      | 3e arrondissement de Lyon     | Rhône                | Auvergne-Rhône-Alpes       | inscrit    | « PA69000040 », notice no PA69000040 | 45° 45′ 09″ nord, 4° 51′ 48″ est    |       |
| Château de Couches                                                                  | Couches                       | Saône-et-Loire       | Bourgogne-Franche-Comté    | inscrit    | « PA00113248 », notice no PA00113248 | 46° 51′ 46″ nord, 4° 35′ 14″ est    |       |
| Château de la Vesvre                                                                | Rigny-sur-Arroux              | Saône-et-Loire       | Bourgogne-Franche-Comté    | inscrit    | « PA71000050 », notice no PA71000050 | 47° 00′ 33″ nord, 4° 11′ 24″ est    |       |
| Château de Saint-Loup-de-Varennes                                                   | Saint-Loup-de-Varennes        | Saône-et-Loire       | Bourgogne-Franche-Comté    | inscrit    | « PA71000051 », notice no PA71000051 | 46° 43′ 49″ nord, 4° 51′ 53″ est    |       |
| Croix de La Vieille Rue                                                             | Saisy                         | Saône-et-Loire       | Bourgogne-Franche-Comté    | inscrit    | « PA71000052 », notice no PA71000052 | 46° 57′ 37″ nord, 4° 32′ 58″ est    |       |
| Maison Monnier                                                                      | Sigy-le-Châtel                | Saône-et-Loire       | Bourgogne-Franche-Comté    | inscrit    | « PA71000053 », notice no PA71000053 | 46° 33′ 20″ nord, 4° 34′ 36″ est    |       |
| Église Saint-Pierre de Bernay                                                       | Bernay-Vilbert                | Seine-et-Marne       | Île-de-France              | inscrit    | « PA00086815 », notice no PA00086815 | 48° 40′ 36″ nord, 2° 56′ 16″ est    |       |
| Château                                                                             | Fontainebleau                 | Seine-et-Marne       | Île-de-France              | classé     | « PA00086975 », notice no PA00086975 | 48° 24′ 07″ nord, 2° 41′ 53″ est    |       |
| Église Saint-Germain de Gouvernes                                                   | Gouvernes                     | Seine-et-Marne       | Île-de-France              | inscrit    | « PA77000025 », notice no PA77000025 | 48° 51′ 42″ nord, 2° 41′ 45″ est    |       |
| Château de Noyen                                                                    | Noyen-sur-Seine               | Seine-et-Marne       | Île-de-France              | classé     | « PA00087182 », notice no PA00087182 | 48° 27′ 15″ nord, 3° 21′ 11″ est    |       |
| Synagogue d'Elbeuf                                                                  | Elbeuf                        | Seine-Maritime       | Normandie                  | inscrit    | « PA76000086 », notice no PA76000086 | 49° 17′ 24″ nord, 1° 00′ 27″ est    |       |
| Église Notre-Dame de Lillebonne                                                     | Lillebonne                    | Seine-Maritime       | Normandie                  | inscrit    | « PA00100730 », notice no PA00100730 | 49° 31′ 09″ nord, 0° 32′ 03″ est    |       |
| Bois des Moutiers                                                                   | Varengeville-sur-Mer          | Seine-Maritime       | Normandie                  | classé     | « PA00101078 », notice no PA00101078 | 49° 54′ 42″ nord, 0° 59′ 00″ est    |       |
| Sépultures de la famille Vacquerie-Hugo                                             | Villequier                    | Seine-Maritime       | Normandie                  | inscrit    | « PA76000087 », notice no PA76000087 | 49° 30′ 49″ nord, 0° 40′ 25″ est    |       |
| Gare de Bobigny                                                                     | Bobigny                       | Seine-Saint-Denis    | Île-de-France              | inscrit    | « PA93000018 », notice no PA93000018 | 48° 54′ 38″ nord, 2° 25′ 49″ est    |       |
| Jardin public d'Albert                                                              | Albert                        | Somme                | Hauts-de-France            | inscrit    | « PA80000063 », notice no PA80000063 | 50° 00′ 07″ nord, 2° 38′ 47″ est    |       |
| Hôtel des Trésoriers de France                                                      | Amiens                        | Somme                | Hauts-de-France            | inscrit    | « PA00116062 », notice no PA00116062 | 49° 53′ 35″ nord, 2° 18′ 11″ est    |       |
| Chapelle du lycée du Sacré-Cœur                                                     | Amiens                        | Somme                | Hauts-de-France            | inscrit    | « PA80000064 », notice no PA80000064 | 49° 53′ 35″ nord, 2° 18′ 19″ est    |       |
| Couvent de la Visitation d'Amiens                                                   | Amiens                        | Somme                | Hauts-de-France            | inscrit    | « PA80000068 », notice no PA80000068 | 49° 53′ 02″ nord, 2° 18′ 16″ est    |       |
| Château d'Argoules                                                                  | Argoules                      | Somme                | Hauts-de-France            | inscrit    | « PA80000065 », notice no PA80000065 | 50° 20′ 30″ nord, 1° 50′ 10″ est    |       |
| Château d'En-Bas de Belloy-sur-Somme                                                | Belloy-sur-Somme              | Somme                | Hauts-de-France            | inscrit    | « PA80000071 », notice no PA80000071 | 49° 57′ 43″ nord, 2° 07′ 54″ est    |       |
| Château de Bertangles                                                               | Bertangles                    | Somme                | Hauts-de-France            | inscrit    | « PA00116097 », notice no PA00116097 | 49° 58′ 21″ nord, 2° 18′ 06″ est    |       |
| Château du Saulchoix                                                                | Clairy-Saulchoix              | Somme                | Hauts-de-France            | inscrit    | « PA80000066 », notice no PA80000066 | 49° 51′ 12″ nord, 2° 08′ 22″ est    |       |
| Château de Davenescourt                                                             | Davenescourt                  | Somme                | Hauts-de-France            | inscrit    | « PA00116129 », notice no PA00116129 | 49° 42′ 41″ nord, 2° 35′ 52″ est    |       |
| Château d'Essertaux                                                                 | Essertaux                     | Somme                | Hauts-de-France            | inscrit    | « PA00116145 », notice no PA00116145 | 49° 44′ 27″ nord, 2° 14′ 23″ est    |       |
| Oppidum de Cordouls                                                                 | Puylaurens                    | Tarn                 | Occitanie                  | inscrit    | « PA81000038 », notice no PA81000038 | 43° 36′ 59″ nord, 2° 05′ 30″ est    |       |
| Pigeonnier de Racanière                                                             | Caylus                        | Tarn-et-Garonne      | Occitanie                  | inscrit    | « PA82000025 », notice no PA82000025 | 44° 14′ 11″ nord, 1° 41′ 40″ est    |       |
| Église Saint-Martin de Cas                                                          | Espinas                       | Tarn-et-Garonne      | Occitanie                  | inscrit    | « PA82000026 », notice no PA82000026 | 44° 12′ 01″ nord, 1° 46′ 18″ est    |       |
| Église Saint-Pierre-ès-Liens de Nègrepelisse                                        | Nègrepelisse                  | Tarn-et-Garonne      | Occitanie                  | classé     | « PA82000008 », notice no PA82000008 | 44° 04′ 32″ nord, 1° 31′ 21″ est    |       |
| Domaine des Treilles                                                                | Tourtour                      | Var                  | Provence-Alpes-Côte d'Azur | inscrit    | « PA83000021 », notice no PA83000021 | 43° 34′ 19″ nord, 6° 19′ 56″ est    |       |
| Châteaux d'Astros                                                                   | Vidauban                      | Var                  | Provence-Alpes-Côte d'Azur | inscrit    | « PA83000019 », notice no PA83000019 | 43° 25′ 53″ nord, 6° 25′ 05″ est    |       |
| Monument commémoratif aux victimes de la Révolution                                 | Bédoin                        | Vaucluse             | Provence-Alpes-Côte d'Azur | inscrit    | « PA84000054 », notice no PA84000054 | 44° 07′ 25″ nord, 5° 10′ 52″ est    |       |
| Monument au Tambour d'Arcole                                                        | Cadenet                       | Vaucluse             | Provence-Alpes-Côte d'Azur | inscrit    | « PA84000052 », notice no PA84000052 | 43° 44′ 04″ nord, 5° 22′ 25″ est    |       |
| Monument commémoratif à Louis Giraud                                                | Pernes-les-Fontaines          | Vaucluse             | Provence-Alpes-Côte d'Azur | inscrit    | « PA84000053 », notice no PA84000053 | 43° 59′ 54″ nord, 5° 03′ 18″ est    |       |
| Hôtel de ville                                                                      | Pernes-les-Fontaines          | Vaucluse             | Provence-Alpes-Côte d'Azur | classé     | « PA00082123 », notice no PA00082123 | 43° 59′ 50″ nord, 5° 03′ 36″ est    |       |
| Hôtel dit Château-Gaillard                                                          | Fontenay-le-Comte             | Vendée               | Pays de la Loire           | inscrit    | « PA85000035 », notice no PA85000035 | 46° 28′ 01″ nord, 0° 48′ 25″ ouest  |       |
| Prieuré de Réaumur                                                                  | Réaumur                       | Vendée               | Pays de la Loire           | inscrit    | « PA85000004 », notice no PA85000004 | 46° 43′ 10″ nord, 0° 48′ 01″ ouest  |       |
| Château de Talmont-Saint-Hilaire                                                    | Talmont-Saint-Hilaire         | Vendée               | Pays de la Loire           | classé     | « PA00110275 », notice no PA00110275 | 46° 28′ 03″ nord, 1° 37′ 09″ ouest  |       |
| Théâtre municipal de Châtellerault                                                  | Châtellerault                 | Vienne               | Nouvelle-Aquitaine         | classé     | « PA00105405 », notice no PA00105405 | 46° 49′ 06″ nord, 0° 32′ 46″ est    |       |
| Logis de Rouvraye                                                                   | Saint-Léger-de-Montbrillais   | Vienne               | Nouvelle-Aquitaine         | inscrit    | « PA86000037 », notice no PA86000037 | 47° 04′ 37″ nord, 0° 01′ 48″ ouest  |       |
| Logis de la Guéronnière                                                             | Usson-du-Poitou               | Vienne               | Nouvelle-Aquitaine         | inscrit    | « PA86000038 », notice no PA86000038 | 46° 16′ 01″ nord, 0° 31′ 46″ est    |       |
| Maison des Loups                                                                    | Charmes                       | Vosges               | Grand Est                  | inscrit    | « PA00107105 », notice no PA00107105 | 48° 22′ 15″ nord, 6° 17′ 38″ est    |       |
| Maison                                                                              | Frizon                        | Vosges               | Grand Est                  | inscrit    | « PA88000043 », notice no PA88000043 | 48° 17′ 17″ nord, 6° 21′ 55″ est    |       |
| Commanderie de Coulours                                                             | Coulours                      | Yonne                | Bourgogne-Franche-Comté    | inscrit    | « PA89000042 », notice no PA89000042 | 48° 10′ 00″ nord, 3° 35′ 10″ est    |       |
| Croix de Domecy-sur-le-Vault                                                        | Domecy-sur-le-Vault           | Yonne                | Bourgogne-Franche-Comté    | inscrit    | « PA89000043 », notice no PA89000043 | 47° 29′ 25″ nord, 3° 48′ 35″ est    |       |
| Maison Bechmann                                                                     | Jouy-en-Josas                 | Yvelines             | Île-de-France              | inscrit    | « PA78000025 », notice no PA78000025 | 48° 46′ 15″ nord, 2° 10′ 20″ est    |       |
| Château de Brouëssy                                                                 | Magny-les-Hameaux             | Yvelines             | Île-de-France              | nscrit     | « PA78000024 », notice no PA78000024 | 48° 44′ 44″ nord, 2° 02′ 59″ est    |       |
| Domaine national de Marly-le-Roi                                                    | Marly-le-Roi                  | Yvelines             | Île-de-France              | classé     | « PA00087524 », notice no PA00087524 | 48° 51′ 39″ nord, 2° 05′ 54″ est    |       |
| Plage de Villennes                                                                  | Médan                         | Yvelines             | Île-de-France              | inscrit    | « PA78000026 », notice no PA78000026 | 48° 57′ 22″ nord, 2° 00′ 02″ est    |       |